# Günter Kelbg
Günter Kelbg (* 26. März 1922 in Königsberg (Preußen); † 26. Januar 1988 in Rostock) war ein deutscher theoretischer Physiker.

## Leben und Wirken
Günter Kelbg studierte nach seinem Abitur von 1942 bis 1943 Mathematik, Physik und Chemie an der Universität Königsberg. Ab 1943 leistete er seinen Wehrdienst in der deutschen Wehrmacht und kam 1945 in französische Kriegsgefangenschaft.
Von 1948 bis 1951 studierte er Mathematik und Physik an der Universität Rostock. Anschließend war er wissenschaftlicher Assistent. 1954 wurde er mit einer Arbeit zur Theorie starker Elektrolyte promoviert. Sein wissenschaftlicher Lehrer war Hans Falkenhagen. Nach seiner Habilitation 1959 ebenfalls mit einer Arbeit zur Elektrolyttheorie wurde er Dozent und 1961 Professor für theoretische Physik. Von 1964 bis 1968 war er kommissarischer Institutsdirektor und von 1968 bis 1974 Direktor der Sektion Physik der Universität Rostock. 1987 wurde er emeritiert.
Hauptarbeitsgebiet von Günter Kelbg war die Anwendung von Methoden der Statistischen Mechanik auf Vielteilchensysteme mit Coulomb-Wechselwirkung, speziell auf elektrolytische Lösungen und Quanten-Plasmen. In die Fachliteratur ging der Begriff „Kelbg-Potential“ ein.
Günter Kelbg wurde 1970 korrespondierendes und 1972 ordentliches Mitglied der Akademie der Wissenschaften der DDR. Anlässlich der 450-Jahr-Feier der Universität Rostock wurde er 1969 mit dem Vaterländischen Verdienstorden (VVO) in Bronze ausgezeichnet. 1987 erhielt er den VVO in Silber.
Kelbg wurde 1949 Mitglied der NDPD und war ab April 1977 (XI. Parteitag) Mitglied des Hauptausschusses der NDPD. Zugleich gehörte er dem Sekretariat des NDPD-Kreisvorstandes Rostock an und war Vorsitzender des Kreisausschusses Rostock-Stadt der Nationalen Front.  Außerdem war er Mitglied des Präsidiums der URANIA.
Kelbg starb im 66. Lebensjahr und wurde am 3. Februar 1988 auf dem Rostocker Neuen Friedhof bestattet.